# 걸프코스트캥거루쥐
걸프코스트캥거루쥐(Dipodomys compactus)는 주머니생쥐과에 속하는 설치류의 일종이다. 멕시코와 미국 텍사스주에서 발견된다. 겉모습과 생태는 자매종으로 추정되는 오드캥거루쥐와 아주 유사하다.

## 특징
성체 걸프코스트캥거루쥐의 몸길이는 약 120mm의 꼬리를 포함하여 약 220mm이다. 잿빛의 회색과 불그스레하거나 누르스름한 담황색의 두 가지 뚜렷한 색이 나타난다. 두 가지 색 중에서 가장 흰 부분은 옆면과 늑골 부분의 옆구리 쪽이고, 등 쪽은 털 끝이 검고 검은색 광택이 난다. 뺨은 희고 귀와 꼬리 아랫면과 윗면은 갈색이다. 걸프코스트캥거루쥐는 다른 캥거루쥐보다 대체적으로 연한 색을 띠고, 오드캥거루쥐와 비교하여 꼬리가 더 짧고 깃장식이 없으며 털이 거칠어서 구별된다.

## 분포
걸프코스트캥거루쥐는 미국 텍사스주 남동부에서 남쪽으로 벡사 카운티와 곤잘레스 카운티. 자파타 카운티, 무스탕 섬과 파드레 섬 그리고 멕시코 타마울리파스주 연안의 보초도에서 발견된다.

## 생태
걸프코스트캥거루쥐는 주로 야행성이며 씨앗을 먹고 뺨주머니에 먹이를 보관하고 굴을 파서 운반한다. 식물이 띄엄띄엄 자라는 모래 토양 지역에서 서식하며, 모래 언덕에서도 종종 발견되고 보통 아래로 바람이 부는 모래 언덕에서 서식한다. 바다귀리(Uniola paniculata)와 나도솔새속(Andropogon), 염생초(Distichlis), 하늘지기속(Fimbristylis), 해바라기속(Helianthus), 크로톤속(Croton) 식물이 자라는 인근 지역에서 발견된다.